# Supreme Headquarters Allied Expeditionary Force

Naszywka mundurowa SHAEF

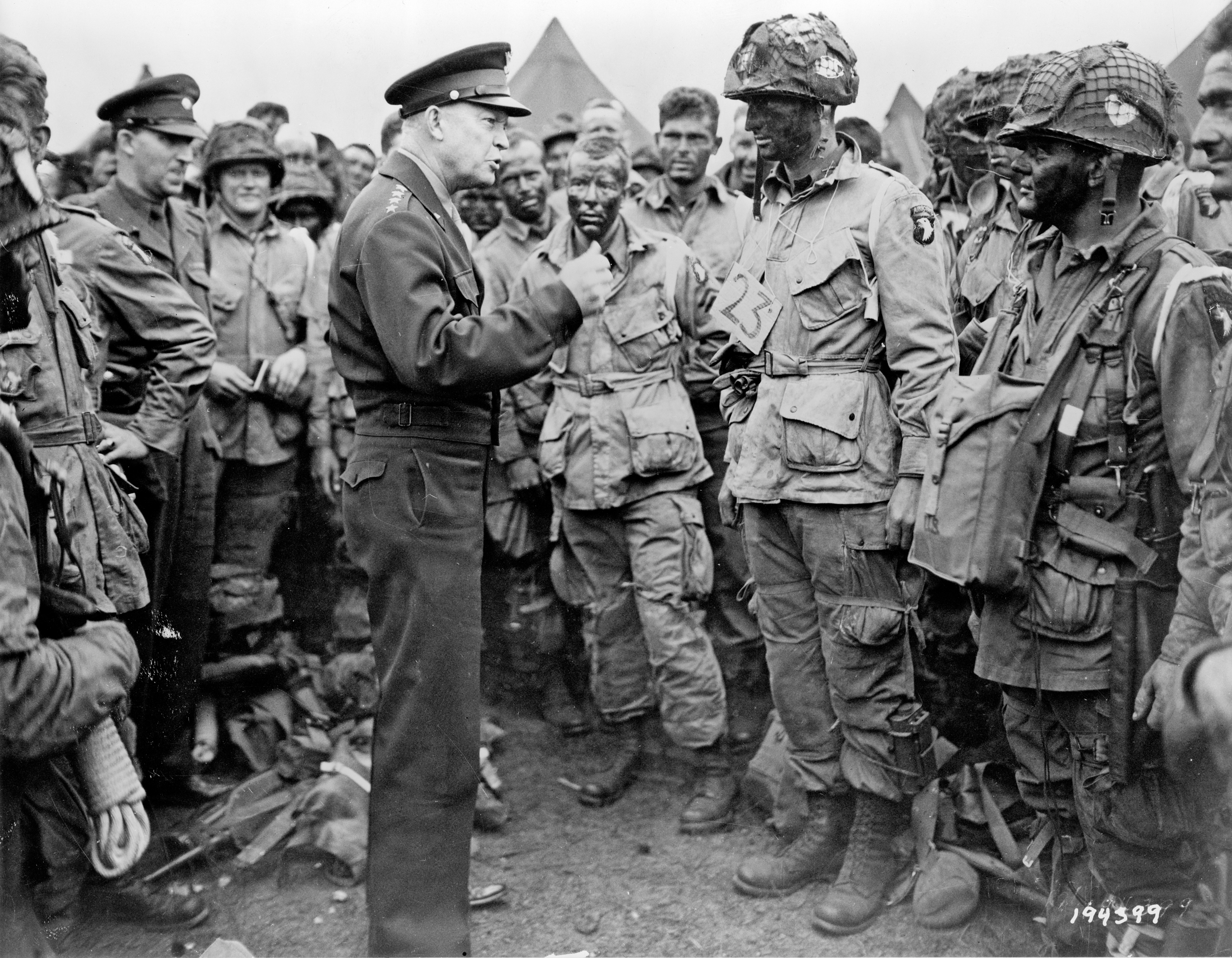
Generał Eisenhower rozmawia z żołnierzami, 5 czerwca 1944 roku

Supreme Headquarters Allied Expeditionary Force (w skrócie SHAEF, z ang. Naczelne Dowództwo Alianckich Sił Ekspedycyjnych) – dowództwo sił alianckich w Europie Północno-Zachodniej działające od końca 1943 roku do zakończenia II wojny światowej. Dowódcą SHAEF był przez cały okres jego istnienia generał Dwight Eisenhower.

## Historia
Eisenhower został przeniesiony ze śródziemnomorskiego teatru działań do SHAEF utworzonego w grudniu 1943 roku. Dowództwo przygotowywało wtedy szczegółowy plan inwazji w Normandii. Głównymi planistami byli generał Frederick E. Morgan i generał major Ray Barker. Ike korzystając z pomocy dowódcy sił lądowych w dniu lądowania, generała Montgomery' ego, dokończył i dopracował plan, który został obrócony w czyny 6 czerwca 1944 roku.
SHAEF pozostał w Wielkiej Brytanii aż do czasu, gdy przyczółki we Francji były wystarczająco obszerne i bezpieczne. W tym momencie Montgomery stracił stanowisko głównego dowódcy sił lądowych, nadal jednak piastował urząd brytyjskiej 21 Grupy Armii walczącej we wschodnim skrzydle w Normandii. Dowódcą 12 amerykańskiej grupy armii został zaś Omar Bradley. Z powodu złej sytuacji na froncie inwazję na południu Francji przesunięto na 15 sierpnia, aby zaoszczędzić środków. Tego dnia na wybrzeżu Morza Śródziemnego wylądowała 6 Grupa Armii gen. Jacoba L. Deversa. Początkowo poczynania Deversa kontrolowała AFHQ, Naczelne Dowództwo Sił Alianckich w południowej Europie. Po miesiącu walk przekazana jednak została do rąk SHAEF.
W grudniu 1944 roku siedzibę główną SHAEF przeniesiono do Wersalu, a 26 kwietnia 1945 roku do Frankfurtu.
Szefem polskiej misji wojskowej przy SHAEF był od kwietnia 1944 roku do sierpnia 1945 roku gen. Kazimierz Schally.

## Armie
SHAEF podlegały armie amerykańskie, brytyjskie, francuska i kanadyjska. Łącznie były to trzy grupy armii i jedna samodzielna armia powietrznodesantowa:
- // 1 Armia Powietrznodesantowa
- 21 Grupa Armii
  -  1 Armia
  -  2 Armia
- 12 Grupa Armii
  -  1 Armia
  -  3 Armia
  -  9 Armia
  -  15 Armia
- 6 Grupa Armii
  -  1 Armia
  -  7 Armia

Ponadto podczas operacji Fortitude istniały także formacje-duchy:
- 1 Grupa Armii
  -  14 Armia
- 4 Armia

SHAEF kontrolował także siły lotnicze podczas lądowania w Normandii. Był to 9 Armia USAAF i 2 Taktyczne Siły Powietrzne RAF.

## Dowódcy
Dowódcy SHAEF:
- Naczelny Dowódca: Dwight Eisenhower
- Zastępca Naczelnego Dowódcy: Arthur Tedder
- Naczelny Dowódca Sił Lotniczych: Trafford Leigh-Mallory
- Naczelny Dowódca Sił Morskich: Bertram Ramsay

Pomimo nalegań, szczególnie ze strony prasy, nie zdecydowano się na mianowanie Naczelnego Dowódcy Sił Lądowych, gdyż zakres jego uprawnień kolidowałby z kompetencjami Naczelnego Dowódcy.